# Poloxamère

Structure d'un poloxamère à blocs EO/PO. Le nombre de motifs de répétition dans chaque bloc externe est statistiquement égal à celui dans l'autre bloc (x=z). Le motif oxyde de propylène est moins hydrophile que le motif oxyde d'éthylène.

Les poloxamères sont des copolymères non-ioniques à trois blocs, possédant typiquement un bloc central « hydrophobe » de polypropylène glycol (aussi appelé poly(oxyde de propylène)) et deux blocs externes hydrophiles de polyéthylène glycol (aussi appelé poly(oxyde d'éthylène)). Ces copolymères de type poly(oxyde d'éthylène-b-oxyde de propylène-b-oxyde d'éthylène) ont pour formule générale H(OCH2CH2)x(OCH(CH3)CH2)y(OCH2CH2)xOH ou pour simplifier (EO)x(PO)y(EO)x. Le mot « poloxamère » a été créé par l'inventeur, Irving Schmolka, qui a déposé un brevet pour ces molécules en 1973. Les poloxamères sont aussi connus sous les noms commerciaux Pluronic (BASF), Kolliphor (BASF) et Synperonic (Croda International), par exemple.
Du fait que la longueur des blocs du poloxamère peut être modifiée, il existe beaucoup de poloxamères différents, qui ont des propriétés légèrement différentes.

## Nomenclature

### Poloxamère
Sous le terme générique de « poloxamère », ces copolymères sont communément identifiés avec la lettre « P » (pour poloxamère) suivie par 3 chiffres.
Les deux premiers chiffres × 100 donnent la masse molaire {\displaystyle {\overline {M}}_{p}} approximative du bloc central, et le dernier chiffre × 10 donne le taux massique de motifs oxyde d'éthylène dans la molécule [ex. : poloxamère 407 (en) (P407, nom commercial Pluronic F-127 par exemple, numéro CAS 9003-11-6), poloxamère avec une masse molaire du bloc central de 4 000 g·mol-1 et un taux de motifs oxyde d'éthylène de 70 %].

### Pluronic et Synperonic
Pour les noms commerciaux « Pluronic » et « Synperonic », le code de ces copolymères commence avec une lettre correspondant à son état physique à température ambiante (qui dépend du degré d'éthoxylation) (L=liquide, P=pâteux, F=solide (flocons, lamelles, poudre, etc.)), suivie par 2 ou 3 chiffres, le premier (ou les deux premiers dans les codes à 3 chiffres) × 300 donne la masse molaire approximative du bloc central, et le dernier chiffre × 10 donne le taux massique de motifs oxyde d'éthylène (ex. : L61, poloxamère avec une masse molaire du bloc central de 1 800 g·mol-1 et un taux de motifs oxyde d'éthylène de 10 %). Dans l'exemple donné, le poloxamère 181 (P181) = Pluronic L-61 = Synperonic PE/L-61.
Il existe quelques membres inversés (de type PO-EO-PO), ex. : Pluronic 17R1, Pluronic 25R2, Pluronic 25R8, Pluronic 31R1.

## Utilisation
Du fait de leur structure amphiphile, les poloxamères ont des propriétés surfactantes qui les rendent utiles dans le domaine industriel. Entre autres, ils peuvent être utilisés pour augmenter la solubilité dans l'eau de substances hydrophobes et huileuses, ou augmenter la miscibilité de deux substances de différente hydrophobicité. Pour cette raison, ces polymères sont communément utilisés dans les domaines industriel, cosmétique et pharmaceutique. Ils ont également été évalués dans le domaine médical et il a été démontré qu'ils permettaient de sensibiliser certains cancers résistants à la chimiothérapie [réf. nécessaire].
Dans les applications de bioprocédés, Pluronic est également utilisé en milieux de culture cellulaire pour ses effets d'amortissement cellulaire parce que son ajout conduit à des conditions de cisaillement moins stressantes pour les cellules dans les réacteurs.
En sciences des matériaux, le poloxamère P123 a été récemment utilisé pour synthétiser des matériaux mésoporeux, dont le SBA-15.

## Effets biologiques
Voir.
Une étude dirigée par Kabanov a récemment montré que certains de ces polymères, dont on pensait originellement qu'ils étaient des molécules de transport inertes, avaient un effet très réel sur le système biologique indépendamment du médicament qu'ils transportent. Il a été observé que les poloxamères s'incorporaient dans les membranes circulaires affectant leur microvicosité. Il faut noter que certains poloxamères semblent avoir un effet plus important lorsqu'ils sont absorbés par la cellule comme un unimère que comme un micelle.

### Effet sur les cellules cancéreuses multirésistantes
Il a été observé que les poloxamères ciblaient préférentiellement les cellules cancéreuses, du fait de différences dans la membrane de ces cellules par rapport aux cellules saines. Il a également été observé que les poloxamères inhibent les protéines MDR.
De plus, les poloxamères inhibent la production d'ATP dans les cellules multi-résistantes. Ces polymères semblent inhiber les protéines respiratoires I et IV, et l'effet sur la respiration semble être sélective pour les protéines multirésistantes, ce qui peut être expliqué par la différence de sources d'énergies entre les cellules multirésistantes et les cellules non résistantes (acides gras et glucose respectivement).
Il a également été observé que certains poloxamères augmentent le signal proto-apoptique, diminuant les défenses anti-apoptiques des cellules multirésistantes, inhibant le système de détoxification glutathione/glutathione S-transferase, induisant la libération de cytochrome C, augmentant les espèces oxygénées réactives du cytoplasme, et abolissant la séquestration du médicament dans les vésicules cytoplasmiques.

### Effet sur le facteur nucléaire kappa B
Certains poloxamères comme le P85 sont non seulement capables de transporter un gène voulu vers des cellules cibles, mais aussi d'augmenter l'expression du gène. Certains poloxamères comme P85 et L61 stimulent la transcription des gènes NF kappaB, cependant, le mécanisme aboutissant à ce résultat est inconnu. On a cependant observé que P85 induisait la phosphorylation de l'inhibition de l'inhibiteur kappa.